# Тишино (Псковская область)
Тишино — деревня в Бережанской волости Островского района Псковской области.
Расположена на правом берегу реки Великая, в 8 км к западу от города Остров.
Численность населения деревни по состоянию на 2000 год составляла 33 жителя.
До 2005 года входила в состав ныне упразднённой Калининской волости с центром в д. Рубилово.